# Café Herrenhof

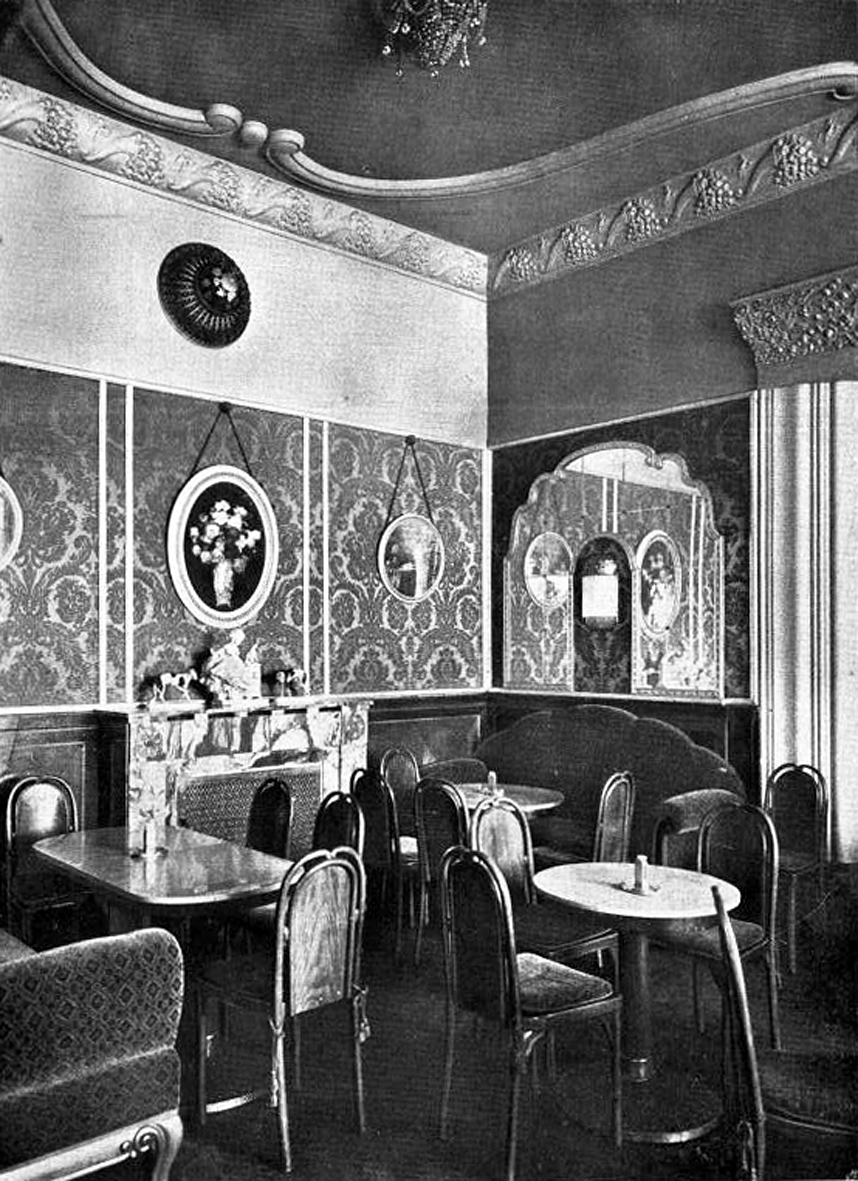
Café Herrenhof, Damensalon (1914)

Das Café Herrenhof war ein bedeutendes, 1914 gegründetes Wiener Literatencafé der Zwischenkriegszeit. Es befand sich in der Herrengasse 10 im Ersten Bezirk und wurde 2006 endgültig geschlossen.

## Geschichte
Das Gebäude, in dem sich das Kaffeehaus befand, wurde 1913 von Viktor Siedek (1856–1937) erbaut. In den beiden obersten Geschoßen befand sich (unter der Adresse Wallnerstraße 9) die Reformschule der Pädagogin Eugenie Schwarzwald.
1914 erwarb Béla Waldmann ausgedehnte Räumlichkeiten im unteren Teil des Bauwerks und eröffnete dort, gemeinsam mit Markus Klug, im selben Jahr das „Café Herrenhof“. Die Inneneinrichtung ließ er vom Architekten Stefan Fayans (1879–1942) gestalten.
1916 etablierte Franz Blei im Café Herrenhof einen literarisch-künstlerischen Stammtisch, dem unter anderem Robert Musil, Gina Kaus, Albert Paris Gütersloh, Friedrich Eckstein, Alfred Polgar, Ea von Allesch, seit 1917 auch Hermann Broch angehörten, ab März 1918 auch Ernst Polak und Milena Jesenská.
Im Café Herrenhof gab es auch einen Kunstraum, wo wechselnde Ausstellungen stattfanden, hier wurden 1917 etwa Werke von Emma Löwenstamm und Erwin Pendl gezeigt.
Die Herrenhof-Bar wurde am 14. September 1918 nach „vollständiger Neueinrichtung“ mit einem Konzert von Hermann Leopoldi wiedereröffnet.
Ab November 1918, kurz nach dem Ersten Weltkrieg und der Republiksgründung – und nach dem Tod von Peter Altenberg – machten auch viele andere Wiener Schriftsteller, die zuvor das Café Central und das Café Museum aufgesucht hatten, das Café Herrenhof zu ihrem Stammsitz, wobei sie vor allem das Hinterzimmer bevorzugten.
In vielen Quellen (zum Beispiel bei Harald B.Segel) wird übrigens fälschlich das Jahr 1918 als Eröffnungsjahr des Kaffeehauses angegeben. Dies geht in erster Linie zurück auf den historisch nicht ganz korrekten Essay Central und Herrenhof (1926) von Anton Kuh, in dem dieser die Republikgründung und die Gründung des Cafés Herrenhof parallel setzt. (Ähnlich dann auch Friedrich Torberg in Die Tante Jolesch.)
Die Blütezeit des Cafés endete 1938, nach dem „Anschluss“ Österreichs an das Nationalsozialistische Deutsche Reich wurde Béla Waldmann wegen seiner jüdischen Abstammung enteignet und das Café am 19. März „arisiert“.
Nach dem Zweiten Weltkrieg wurde es unter den früheren Oberkellnern Albert Kainz und Franz Hnatek weitergeführt, konnte aber nicht mehr an die alte Tradition anschließen und wurde 1961 geschlossen. Danach entwickelte sich das Café Hawelka als neuer „Szene-Treffpunkt“.
Das Café Herrenhof wurde 1967 im von ursprünglich 750 auf 60 Quadratmeter verkleinerten Lokal in erneuertem Design als eine Art Espresso wieder eröffnet. Am 30. Juni 2006 schloss es für immer seine Pforten, nachdem das gesamte Gebäude für eine Hotelkette 2007/08 umgebaut wurde; am 1. Dezember 2008 eröffnete dort das „Steigenberger Hotel Herrenhof“.

### Künstler und Wissenschaftler, die im Café Herrenhof verkehrten
Zu den Stammgästen gehörten unter anderen:
- Ea von Allesch
- Essad Bey[13]
- Franz Blei
- Hermann Broch
- Elias Canetti
- Heimito von Doderer
- Friedrich Eckstein
- Otto Gross
- Hugo von Hofmannsthal
- Milena Jesenská
- Gina Kaus
- Otto Kaus
- Egon Erwin Kisch
- Otfried Krzyzanowski
- Anton Kuh
- Maria Lazar
- Walter Mehring[14]
- Robert Musil
- Hertha Pauli
- Leo Perutz
- Otto Pick
- Ernst Polak
- Alfred Polgar
- Walther Rode
- Joseph Roth
- Moritz Schlick
- Otto Soyka
- Hugo Sperber
- Hilde Spiel
- Friedrich Torberg
- Franz Werfel
- Ludwig Wittgenstein

## Literarische Beschreibungen
- Karl Kraus verewigte das Kaffeehaus in einer Satire.[2]
- Friedrich Torberg hat 1975 in seinem Erzählband Die Tante Jolesch oder der Untergang des Abendlands in Anekdoten die Atmosphäre des Cafés verewigt.